# Коронационное
«Коронационное» — ювелирное яйцо, одно из пятидесяти двух императорских пасхальных яиц, изготовленных фирмой Карла Фаберже для русской императорской семьи. Над ним работали ювелиры Михаил Перхин, Генрик Вигстрём и Георг Штейн, создавший миниатюрную копию кареты. Яйцо было сделано в память о церемонии коронации 1896 года Николая II. Этот значимый символ Российской истории был представлен в качестве подарка супруге императора, императрице Александре Фёдоровне.
Яйцо является одним из самых известных изделий фирмы Фаберже. Оно часто экспонировалось в музее Эрмитаж (в особенности в Зимнем дворце) в Санкт-Петербурге, а также множестве музеев по всему миру как часть временных экспозиций.
В настоящий момент находится в собственности фонда Виктора Вексельберга «Связь времён». Ювелирное яйцо находится в постоянной экспозиции Музея Фаберже в Санкт-Петербурге, расположенном во дворце Нарышкиных-Шуваловых.

## Дизайн
Сквозь зеленовато-жёлтую эмаль лучистыми ромбами просвечивает золотая гильошированая поверхность яйца, охваченного накладной трельяжной решёткой из лавровых листьев зелёного золота, воспроизводящая ткань платья императрицы на процессе коронации. На вершине она замыкается венком алмазов. На перекрещениях решётки размещаются двуглавые орлы из чёрной эмали с алмазами на щитах и голубой эмалью на лентах. Сверху на яйце, под крупным портретным бриллиантом находится монограмма императрицы Александры Фёдоровны, усыпанная бриллиантами и рубинами огранки розой на белом эмалевом фоне. Основание яйца выполнено в виде чашечки цветка с тонкой гравировкой листьев и расположенной посередине чёрной по белой эмали датой «1897», видимой сквозь крупный алмаз в круглом обрамлении мелких.

## Сюрприз
Внутри яйца в белой бархатной подложке размещается миниатюрная копия императорской кареты 1793 года Екатерины II, длиной менее 100 мм, использованная в коронационной процессии Николая и Александры, проходившей в Успенском соборе Москвы. Карета, воспроизведённая до мельчайших подробностей, покрыта землянично-красной эмалью с накладной трельяжной решеткой с алмазами. На крыше, по углам и по бокам — императорские орлы, в центре её — усыпанная алмазами императорская корона. На дверях кареты изображены гербы Российской Империи из золота и бриллиантов, а окна выполнены из горного хрусталя и гравированы изображением поднятых занавесок. При открывании дверей опускается крохотная подножка. Внутри кареты сиденье и подушки покрыты прозрачной землянично-красной эмалью, потолок расписан виноградной лозой со светло-голубыми эмалевыми медальонами в золотых венках, в центре находится золотой крюк. Все детали кареты тщательно проработаны, сама кабина подвешена на золотых рессорах, золотые колеса одеты в платиновые шины.
В число утерянных сюрпризов входят изумрудный или бриллиантовый кулон, подвешиваемый на крюк внутри кареты, прозрачная стеклянная подставка из жадеита для демонстрации кареты и подставка из серебряной позолоченной нити.

## История
Коронация Николая II и его супруги, Александры Фёдоровны стала поводом для создания памятного ювелирного яйца «Коронационное». Процесс коронации, проходивший 14 мая 1896 года, отметился всенародном ликованием и гордостью за Романовых, на котором собрались толпы зрителей. Русские дворяне и приглашенные гости собрались на православный день Успения Богородицы в Успенском соборе. Трон императора, бывший трон Михаила Фёдоровича был инкрустирован 870 бриллиантами, рубинами и жемчужинами. Трон императрицы, известный трон Ивана Великого из слоновой кости, также был украшен множеством редких драгоценных камней.
Миниатюрная золотая карета, находящаяся внутри яйца, является точной копией золотой кареты Екатерины Великой 1793 года, используемой родом Романовых при транспортировке царской семьи на коронационной неделе. Другим артефактом является 4 кг Большая императорская корона, выполненная Иеремием Позье в 1762 году для коронации Екатерины Великой.
Коронация в Москве 26 мая 1896 года была самой роскошной церемонией из всех, что я видел. Она была почти восточной и продолжалась 10 дней. В Москве собор был полон изображениями святых на золотом фоне, а на всех священниках были золотые ризы, украшенные вышивкой и драгоценными камнями. Во всех церемониях ощущался глубокий мистический смысл и византийские традиции. Миропомазанные император и императрица стали Божьими Помазанниками. Император, как священник, причащается в алтаре. После этого он перед троном снимает с головы корону, встает на колени и молится вслух замечательной молитвой за свой народ. Потом произносят молитву за императора, и он поднимается, и в этот момент он единственный неколенопреклоненный человек во всей Российской Империи. Процессия людей, входящих в собор и выходящих из него, проходит по возвышению, которое на уровне голов, стоящих вокруг, поэтому можно видеть всех, кто принимает участие в церемонии. Процессия как будто состоит лишь из людей в парадной форме, все блестит золотом и серебром, император и императрица в золотых с горностаем мантиях стоят под огромным балдахином, все великие княгини усыпаны драгоценностями. Все происходит как в волшебном сне, потому что все озарено ярким сиянием солнцаЭрнст Людвиг Гессенский, брат императрицы Александры Фёдоровны, правнук королевы Виктории

## Владельцы яйца

### Царская семья
Ювелирное яйцо было подарено императрице Александре Фёдоровне на Пасху 1897 года. Оно находилось в комнате императрицы в Зимнем дворце Санкт-Петербурга. После революции 1917 года яйцо было конфисковано Временным правительством и вошло в список драгоценностей, вывезенных из Аничкова дворца. Оно было перевезено в Оружейную палату Кремля, а в 1922 году передано в Совнарком для продажи.

### Дальнейшие перемещения
Во время голода 1921 года американский бизнесмен Арманд Хаммер смог приобрести множество произведений искусства, в том числе 11 яиц Фаберже, но договориться о покупке «Коронационного» так и не смог. Вместо него в 1927 году через контору «Антиквариат» его купил Эммануэль Сноумен для лондонской галереи Wartski. В 1934 году яйцо было продано коллекционеру Чарльзу Парсонсу, но в 1945 году оно вновь попало в Wartski и находилось там вплоть до 1979 года.

### Конец XX века
В марте 1979 года яйцо было продано Малькольму Форбсу за 2.160.000 долларов вместе с «Розово-лиловым яйцом с тремя миниатюрами». 4 февраля 2004 года аукцион Сотбис сообщил о продаже более 180 произведений искусств Фаберже, включая 9 редких ювелирных яиц Виктору Вексельбергу. Сотбис не разглашает стоимость яйца «Коронационное» для избежания спекуляций. Однако CNN на следующий день после продажи сообщило: «…это было очень серьезное предложение для семьи Форбс». По приблизительным оценкам, стоимость яйца составляла 24 млн долларов.
... коллекция реально бесценна. Её значение для российской истории огромно. И я очень рад, что мне удалось её приобрести и вернуть в нашу страну.Виктор Вексельберг, председатель совета директоров Ренова

## Яйцо в фильмах
Точная копия яйца «Коронационное» была использована в криминальном фильме «Двенадцать друзей Оушена», вышедшем в 2004 году. Копия была изготовлена дизайн-студией Vivian Alexander, известной созданием копий множества ювелирных изделий для частных и публичных коллекций. Стоимость копии составила около $4000. В фильме яйцо было украдено во время великого ограбления музея Рима командой Оушена.
В фильме из цикла о Джеймсе Бонде «Осьминожка» (1983) есть эпизод, где таинственным образом фальшивое яйцо «Коронационное» появляется на вечеринке в британском посольстве в Западном Берлине. В основе сюжета фильма лежит короткий рассказ «Осьминожка», написанный Яном Флемингом в 1966 году.